# Francesville
Francesville est une municipalité située dans le comté de Pulaski, dans l’État de l'Indiana, aux États-Unis. Lors du recensement de 2020, elle comptait 852 habitants.